# Linda Ronstadt
Linda Ronstadt (født 15. juli 1946 i Tucson, Arizona) er en amerikansk sangerinde.
Hun kommer fra en musikalsk familie, og i teenageårene dannede hun en trio, The New Union Ramblers sammen med sin bror og søster. De spillede og sang folkemusik, country, bluegrass og mexicanske sange. I 1968 udgav hun sin første plade. Ronstadt fik et stort hit med "You're No Good" i 1975. I begyndelsen af sin karriere sang hun mest countrymusik, men gik efterhånden over til countryrock. Hun har indspillet to album med Dolly Parton og Emmylou Harris (Trio og Trio II). Hun har også medvirket i flere film.
Efter at have afsluttet sin sidste koncert i slutningen af 2009 gik Linda Ronstadt officielt på pension i 2011. Hun blev diagnosticeret med Parkinsons sygdom i december 2012, hvilket har gjort hende ude af stand til at synge.